# Hulodes solomonensis
Hulodes solomonensis är en fjärilsart som beskrevs av George Francis Hampson 1926. Hulodes solomonensis ingår i släktet Hulodes och familjen nattflyn. Inga underarter finns listade i Catalogue of Life.